# Радкліфф (Кентуккі)
Радкліфф (англ. Radcliff) — місто (англ. city) в США, в окрузі Гардін штату Кентуккі. Населення — 23 042 особи (2020).

## Географія
Радкліфф розташований за координатами 37°49′12″ пн. ш. 85°56′4″ зх. д. / 37.82000° пн. ш. 85.93444° зх. д. (37.820032, -85.934311).  За даними Бюро перепису населення США в 2010 році місто мало площу 32,16 км², з яких 32,08 км² — суходіл та 0,08 км² — водойми. В 2017 році площа становила 34,55 км², з яких 34,47 км² — суходіл та 0,08 км² — водойми.

## Демографія
Згідно з переписом 2010 року, у місті мешкало 21 688 осіб у 8660 домогосподарствах у складі 5679 родин. Густота населення становила 674 особи/км².  Було 9491 помешкання (295/км²).
Расовий склад населення:
| - 61,0 % — білих - 25,2 % — чорних або афроамериканців - 3,2 % — азіатів - 0,8 % — вихідців з тихоокеанських островів - 0,8 % — корінних американців - 2,8 % — осіб інших рас |

До двох чи більше рас належало 6,2 %. Частка іспаномовних становила 8,3 % від усіх жителів.
За віковим діапазоном населення розподілялося таким чином: 26,5 % — особи молодші 18 років, 63,1 % — особи у віці 18—64 років, 10,4 % — особи у віці 65 років та старші. Медіана віку мешканця становила 32,7 року. На 100 осіб жіночої статі у місті припадало 95,2 чоловіків;  на 100 жінок у віці від 18 років та старших — 91,9 чоловіків також старших 18 років.
Середній дохід на одне домашнє господарство  становив 55 709 доларів США (медіана — 45 464), а середній дохід на одну сім'ю — 61 941 долар (медіана — 52 265). Медіана доходів становила 39 200 доларів для чоловіків та 31 620 доларів для жінок. За межею бідності перебувало 19,5 % осіб, у тому числі 34,5 % дітей у віці до 18 років та 7,0 % осіб у віці 65 років та старших.
Цивільне працевлаштоване населення становило 9486 осіб. Основні галузі зайнятості: освіта, охорона здоров'я та соціальна допомога — 21,0 %, роздрібна торгівля — 12,9 %, публічна адміністрація — 11,8 %, мистецтво, розваги та відпочинок — 11,1 %.